# Пестерёво (Бурятия)
Пестерёво — село в Тарбагатайском районе Бурятии. Входит в сельское поселение «Тарбагатайское».

## География
Расположено большей частью на правом берегу реки Куйтунки, при впадении в неё левого притока, реки Куналейки, в 7,5 км к северо-востоку от районного центра, села Тарбагатай, по южной стороне региональной автодороги 03К-006 Улан-Удэ — Николаевский — Тарбагатай — Окино-Ключи.

## История
Основано в 1768 году русскими переселенцами Пестерёвыми. С 1830-х годов с запада сюда начали переселяться семейские.

## Население
| 2002 | 2010 | 2021 |
| ---- | ---- | ---- |
| 497  | ↘448 | ↘442 |

## Инфраструктура
Основная общеобразовательная школа, фельдшерско-акушерский пункт.